# لینکس اس.ای.
لینکس اس.ای. (انگلیسی: Linx S.A.) شرکت نرم‌افزار برزیلی است، که در سال ۱۹۸۵ تأسیس شد.